# Loanhead
Loanhead est une petite ville dans le comté de Midlothian, dans le sud-est de l'Écosse. Elle compte 6 900 habitants et est située au sud-est d'Édimbourg, à proximité de Roslin, Bonnyrigg, Lasswade, Dalkeith, Burdiehouse, Bilston, Gilmerton, Straiton et Penicuik. La ville a été bâtie autour des industries du charbon, du papier et les mines de schiste.

## Histoire
C'était un village minuscule vers 1600, quand il apparaissait sur une carte des Lothians. En 1669, il était donné une charte royaume qui permit un marché hebdomadaire et une fête annuelle[pas clair]. En 1754, Loanhead était une ville de taille moyenne.

## Présent
Loanhead est célèbre pour son Gala Day annuel, également appelé Children's Day (« Jour des enfants »). Sa première édition a lieu en 1903 et son organisation se déroule tout au long de l'année : le Gala Day à peine terminé, les habitants commencent à planifier celui de l’année suivante.

## Jumelée avec
Loanhead est une ville jumelée avec :
 Harnes, France